# Eleanor Robinson
Eleanor Robinson (20 novembre 1947) è un'ex ultramaratoneta ed ex maratoneta britannica.

## Biografia
Nel 1987 ha vinto la medaglia di bronzo nella seconda edizione della storia dei Campionati del mondo di 100 km, corsa a Santander, nella quale ha ottenuto un tempo di 8h07'38". Nel 1990 e nel 1991 è invece stata per due volte di fila campionessa del mondo su questa stessa distanza. Nel 1992 ha invece conquistato una medaglia di bronzo nei campionati europei di 100 km di Winschoten, conclusi con il tempo di 8h06'18", replicando poi il medesimo risultato anche nel 1993. Nel 1995 ha invece nuovamente corso i mondiali di 100 km, conquistando un decimo posto; l'anno seguente ha poi vinto la medaglia di bronzo nei campionati europei di 24 h e conquistato un quinto posto ai mondiali di 100 km, nei quali è stata invece settima nel 1997.
Ha inoltre ottenuto vari risultati di prestigio in varie ultramaratone di livello internazionale, tra cui spiccano la vittoria dello Spartathlon nel 1983 (prima edizione nella storia della gara), della 6 giorni di Colac nel 1984, nel 1986, nel 1987, nel 1988 e nel 1989, della Badwater Ultramarathon nel 1987 (prima edizione nella storia della gara), della Notte delle Fiandre e della 100 km del Passatore nel 1991 e della Londra-Brighton nel 1986, oltre a numerose vittorie e piazzamenti in gare di 48 h e 24 h ed in maratone, queste ultime principalmente nel suo Paese di origine; nel 1978 ha inoltre conquistato un secondo posto alla Sierre-Zinal.
Per 22 anni, ovvero dal 1989 al 2011, ha inoltre detenuto il record del mondo sulle 24 h con una distanza percorsa di 240,169 km (che è rimasto comunque record nazionale britannico). Per un periodo è anche stata detentrice del record del mondo sulla distanza delle 1000 miglia.

## Campionati nazionali
1996
- Oro ai campionati britannici di 100 km

1997
- Oro ai campionati britannici di 100 km

1998
- Oro ai campionati scozzesi di 100 km - 8h35'54"

## Altre competizioni internazionali
1983
- Oro alla Spartathlon ( Atene-Sparta) - 32h37'52"

1984
- 38ª alla Maratona di Londra ( Londra) - 2h52'20"

1987
- Oro alla Badwater Ultramarathon ( Valle della Morte), 217 km - 52h45'00"

1990
- 42ª alla Maratona di Londra ( Londra) - 2h45'12"

1991
- Oro alla Notte delle Fiandre ( Torhout), 100 km - 8h12'41"
- Oro alla 100 km del Passatore ( Firenze-Faenza), 100 km - 7h52'15"

1993
- 21ª alla Maratona di Londra ( Londra) - 2h49'59"

1995
- 25ª alla Maratona di Londra ( Londra) - 2h51'36"

1996
- 34ª alla Maratona di Londra ( Londra) - 2h57'07"
- 4ª alla Maratona di Manchester ( Manchester) - 2h58'18"

1997
- 45ª alla Maratona di Londra ( Londra) - 2h56'22"

1999
- 26ª alla Maratona di Londra ( Londra) - 2h55'56"